# Chleby (Nymburk)
Chleby è un comune della Repubblica Ceca facente parte del distretto di Nymburk, in Boemia Centrale.